# Grave di Faraualla
La grave di Faraualla, nota anche con il nome di Grave di Finocchio Grande, è un inghiottitoio di origine carsica situato sulla Murgia nei pressi della strada provinciale 12 di Altamura, nel territorio di Gravina in Puglia alla quota di 680 metri.
Il suo nome potrebbe derivare dalle parole "foro nella valle" o anche risalire alla leggendaria esistenza del temibile bandito Faraualla che, una volta catturato, venne gettato vivo nella voragine. 
È tra le più profonde dell'Italia centro-meridionale con i suoi oltre 280 metri di dislivello.

## Scoperta e spedizioni
Nel 1938 si ebbe la prima spedizione di ricognizione della grave di Faraualla da parte dell'altamurano prof. Santoro, ma questa non andò a buon fine per la mancanza dell'attrezzatura necessaria.
Nel 1956 fu effettuata una ricognizione più approfondita dalla Commissione Grotte E. Boegan di Trieste su commissione del prof. Gatti del CARS (Centro Altamurano Ricerche Speleologiche) a cura di Medeot, Tommasini, Vianello, Ferri, Coloni, Matarrese, riuscendo ad arrivare sino in fondo.
Nel 1974 tre componenti del Gruppo Puglia Grotte di Castellana Grotte (Luigi Penta, Cosmo Sbiroli e Simone Pinto) sono i primi a ripetere la discesa fino al fondo della grave, dopo diciotto anni dalla esplorazione dei triestini.

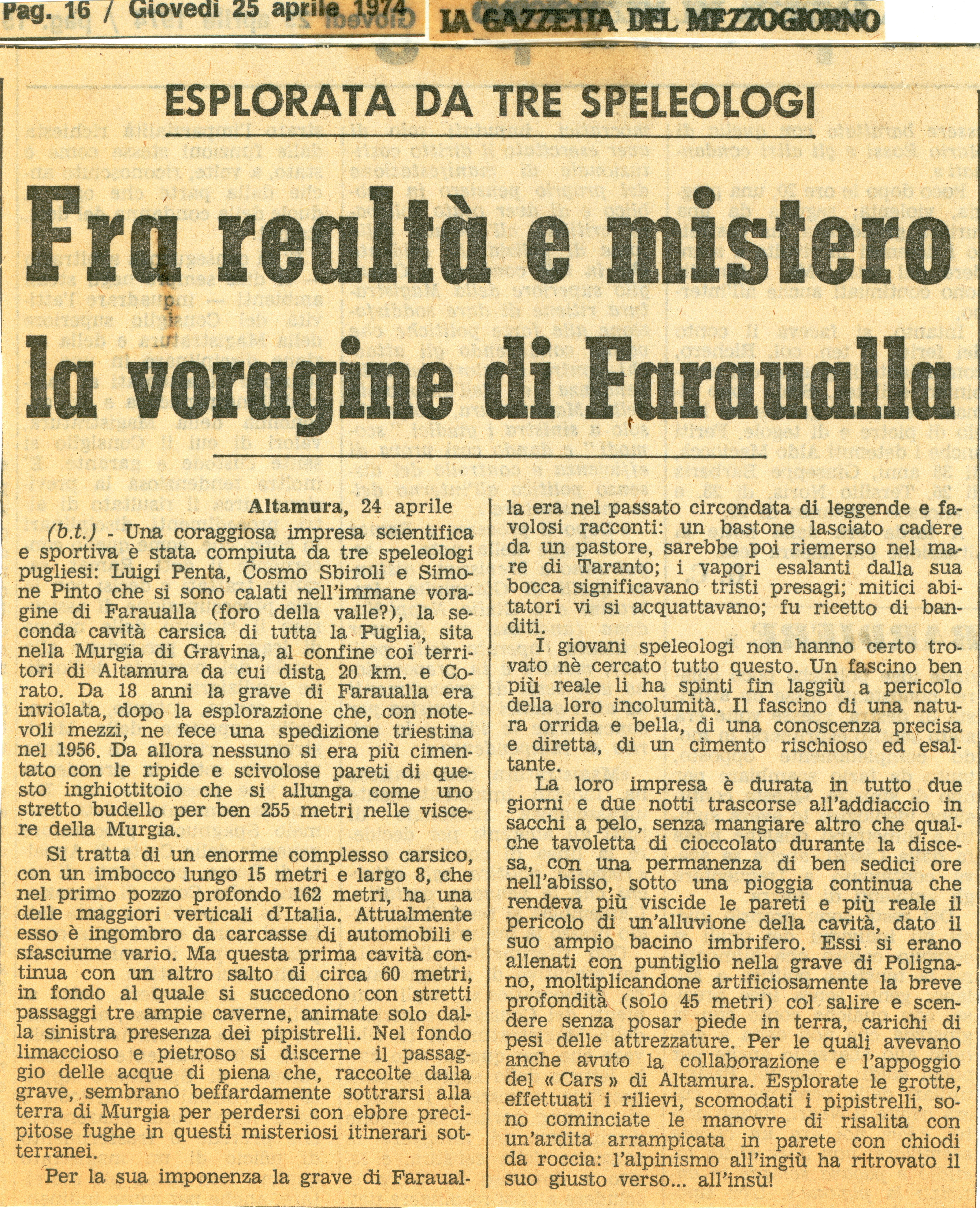

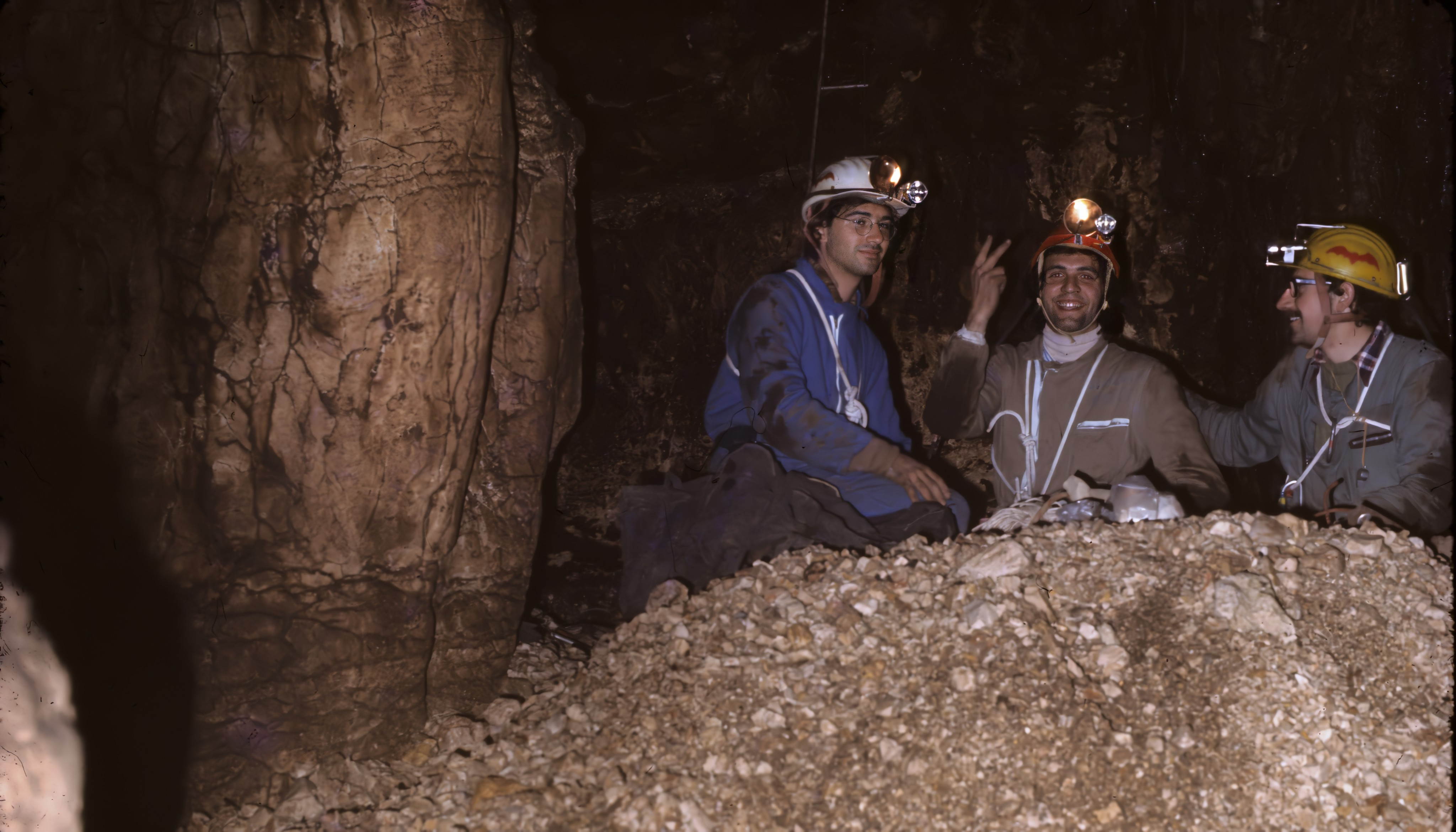

Nel 1978 fu la volta del Gruppo Speleologico Dauno, che individuò una salita del fondo già conosciuto, e con la collaborazione dei gruppi speleologici di Taranto, Martina e Grottaglie, giungendo ancora più giù. Infine, nel 1995, lo stesso CARS rilevò nuovi rami all'interno della grotta.
Parte della Grave risulta tuttora inesplorata poiché un cedimento scoperto nel gennaio 2011 ha creato un'apertura verso zone mai visitate prima.

## Leggende
Dotata di un impressionante e pericoloso ingresso ad "imbuto", come moltissime altre simili voragini ha alimentato in passato la fantasia popolare, per cui la tradizione narra di oggetti caduti al suo interno e poi ritrovati in mare, a suggerire grandi ed inaccessibili estensioni in profondità.

## Galleria d'immagini

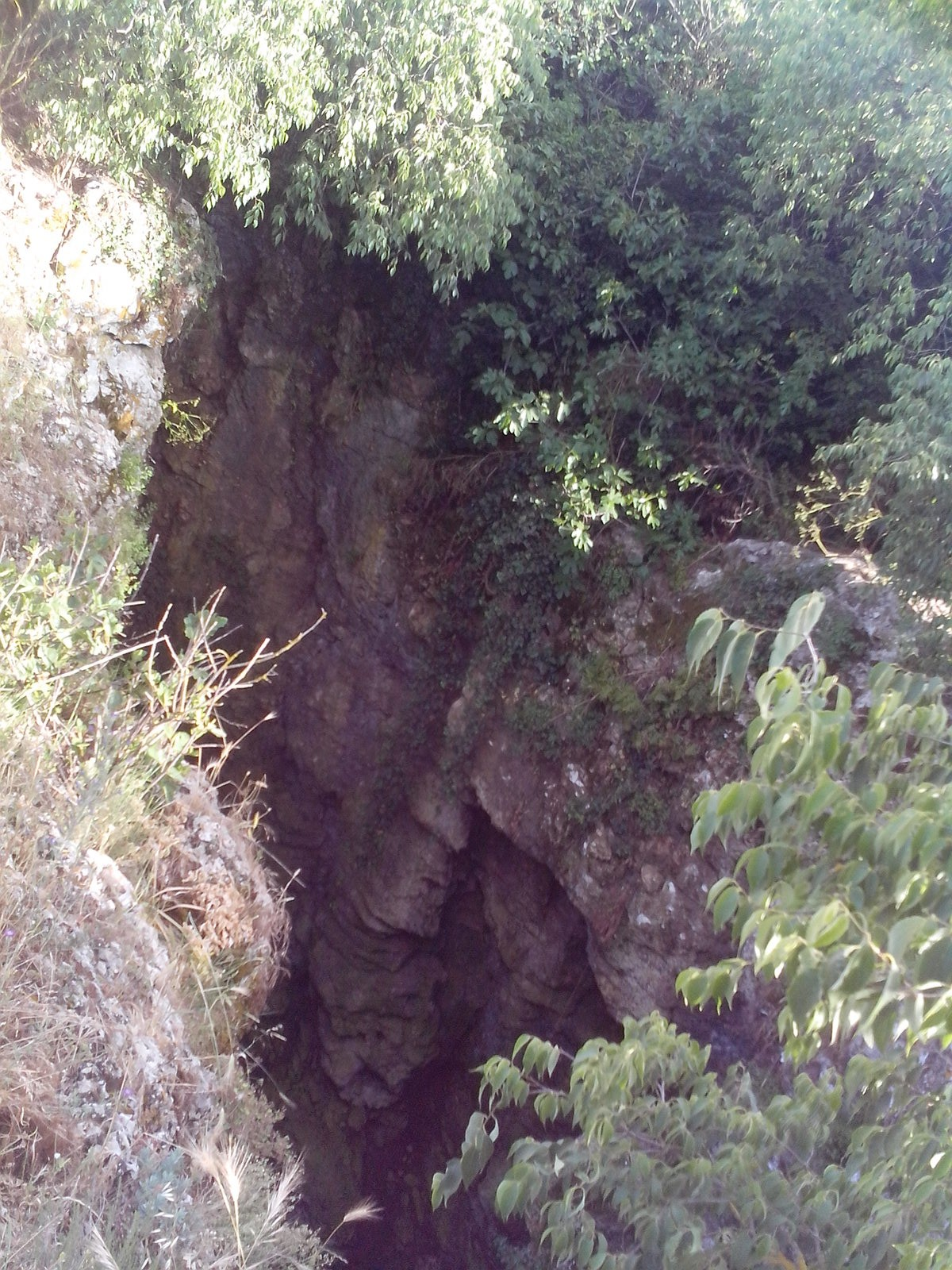
Veduta della grave.
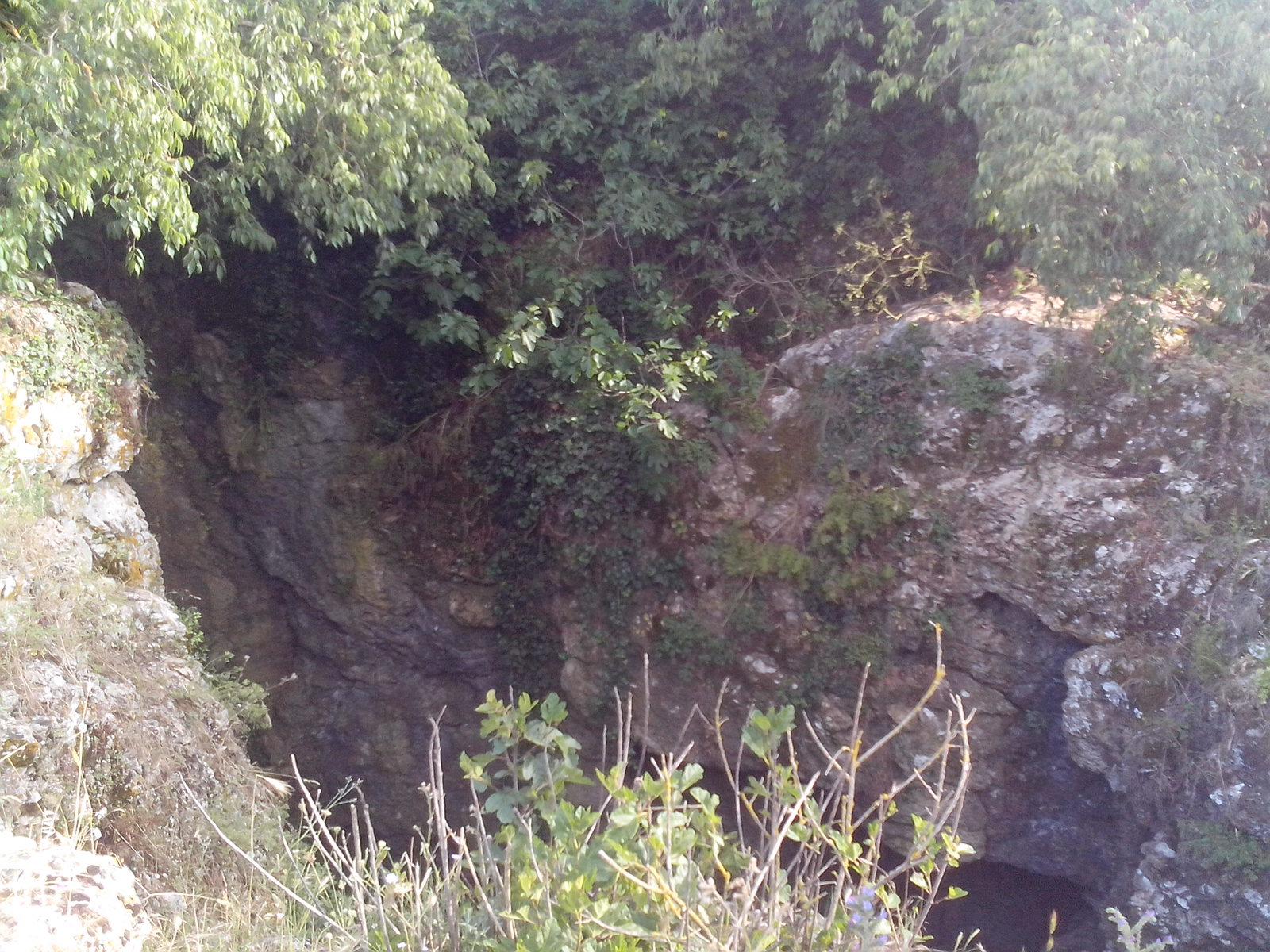
Altra veduta della grave.
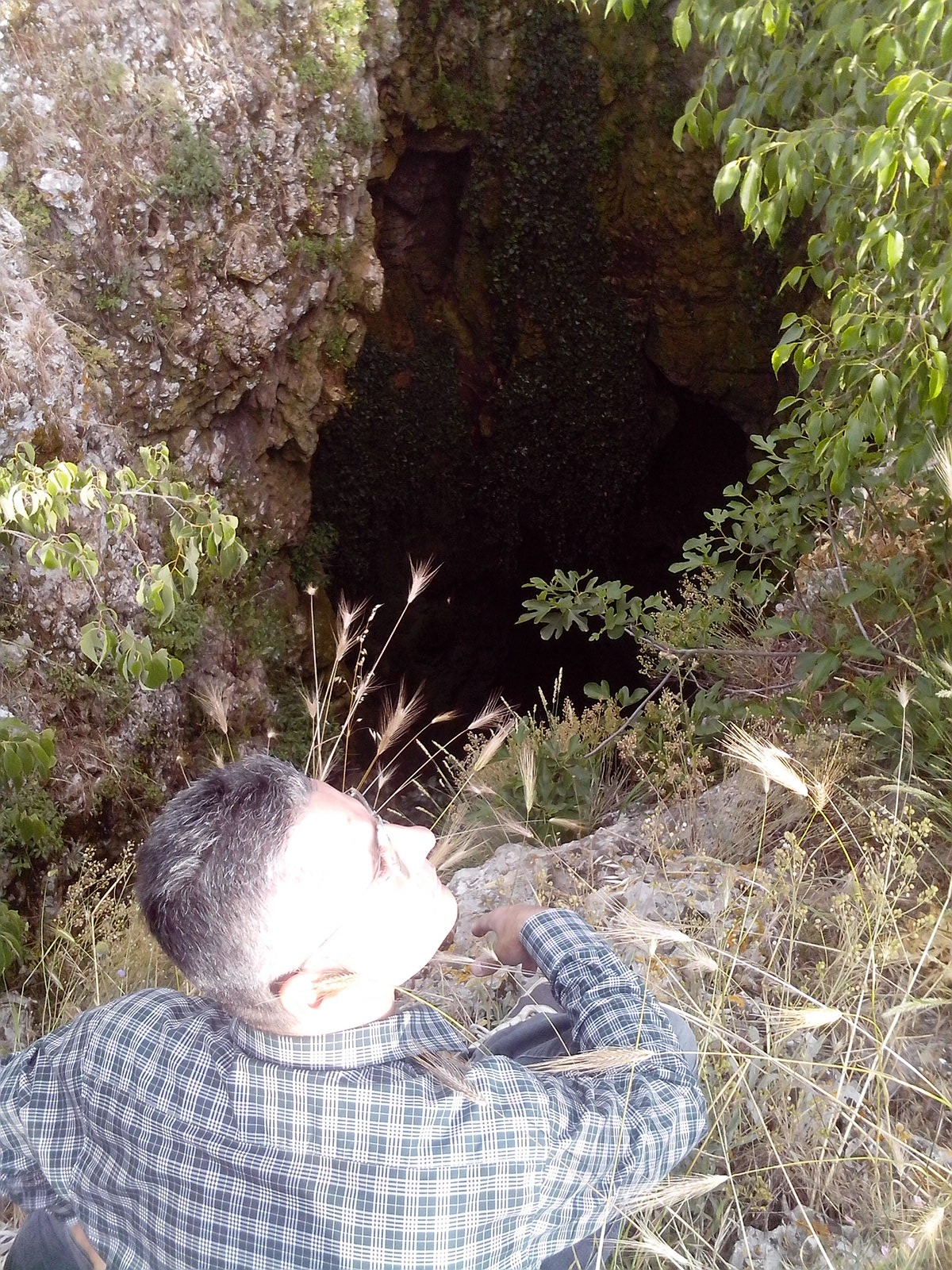
Dimensioni della grave.